# Tabanus tumidicallus
Tabanus tumidicallus är en tvåvingeart som beskrevs av Burger 1982. Tabanus tumidicallus ingår i släktet Tabanus och familjen bromsar.
Artens utbredningsområde är Sri Lanka. Inga underarter finns listade i Catalogue of Life.